# Holtsville
Holtsville es un lugar designado por el censo (o aldea) ubicado en el condado de Suffolk en el estado estadounidense de Nueva York. En el año 2000 tenía una población de 17,006 habitantes y una densidad poblacional de 943.8 personas por km².

## Geografía
Holtsville se encuentra ubicada en las coordenadas 40°48′48″N 73°2′50″O / 40.81333, -73.04722. Según la Oficina del Censo, la ciudad tiene un área total de 18 km² (6,9 mi²), de la cual 18 km² (6,9 mi²) es tierra y 0 km² (0 mi²) (0%) es agua.

## Demografía
Según la Oficina del Censo en 2000 los ingresos medios por hogar en la localidad eran de $68,544, y los ingresos medios por familia eran $71,784. Los hombres tenían unos ingresos medios de $50,361 frente a los $31,709 para las mujeres. La renta per cápita para la localidad era de $24,031. Alrededor del 3.6% de la población estaban por debajo del umbral de pobreza.